# 鳥飼総合法律事務所

鳥飼総合法律事務所（とりかいそうごうほうりつじむしょ、Torikai Law Office）は日本の法律事務所。
代表弁護士は、鳥飼重和。

## 概要
2025年5月時点での所属弁護士数は38名である。主な業務分野は、顧問業務、税務、企業法務、人事・労務、事業承継・相続、コンプライアンス。
企業法務および税法の分野で高い専門性を有し、特に税法では先駆けとして新たな分野を確立。困難なフィールドだとされた税務訴訟において、8事件中7件勝訴（2008年）の実績を有する。
“税務”と“企業法務”を軸に30年の歴史を誇り、高い専門性と株式会社鳥飼コンサルティンググループや財務・会計の専門家などとのネットワークを駆使し、企業が直面する経営上の課題にベストソリューションを提供し続けている。
平成6年4月、千代田区神田淡路町で設立。設立当時の名称は鳥飼経営法律事務所。平成8年に神田小川町3丁目、平成12年には神田小川町1丁目に移転した。

## 所属弁護士等
出典:
代表弁護士
- 鳥飼重和

客員弁護士
- 稲葉威雄
- 土屋文昭
- 木山泰嗣

パートナー弁護士
- 多田 郁夫
- 小島 健一
- 村瀬 孝子
- 橋本 浩史
- 佐藤 香織
- 堀 招子
- 青戸 理成
- 瀧谷 耕ニ
- 渡辺 拓
- 島村 謙
- 竹内 亮
- 岩崎 文昭
- 渡邉 宏毅
- 北口 建
- 松野 史郎
- 奈良 正哉
- 山田 重則

カウンセルパートナー弁護士
- 久保田 真吾
- 福井 祐理

アソシエイト弁護士
- 本田 聡
- 小西 功朗
- 村上 由美子
- 川久保 皆実
- 町田 覚
- 鵜飼 剛充
- 小杉 太一
- 橋本 充人
- 横地 未央
- 種池 慎太郎
- 塚越 幹夫
- 世古 久美子
- 南雲 大地
- 西村 舞

税理士
- 田坂 尚靖